# Cleopatra Records
Cleopatra Records est un label indépendant américain, basé à Los Angeles, en Californie. Il est fondé en 1992 par l'entrepreneur et adepte de musique Brian Perera. L'entreprise grandira en une famille de labels, qui comprennent Hypnotic Records, Purple Pyramid Records, Deadline Music Records et X-Ray Records spécialisés dans divers genres musicaux.

## Histoire
Cleopatra Records est mieux connu durant la seconde vague des musiques gothique et industrielle avec différents artistes et groupes comme Christian Death, Nosferatu, Switchblade Symphony, Leæther Strip, The Electric Hellfire Club, Razed In Black, X Marks the Pedwalk, Spahn Ranch, Genitorturers, Download (qui comprend les membres de Skinny Puppy) et d'autres artistes issus de la new wave comme Gary Numan, Missing Persons, et Information Society, entre autres.